# كأس رئيس الجمهورية (اليمن الشمالي)
كاس رئيس الجمهورية هي بطولة رياضية في كرة قدم ينظمها الاتحاد اليمني لكرة القدم. نظمت البطولة من 1977 الى 1984.

## السجل التاريخي
| موسم | الفائز                      |
| ---- | --------------------------- |
| 1978 | الوحدة صنعاء                |
| 1979 | الزهرة (صنعاء) [الإنجليزية] |
| 1980 | أهلي صنعاء                  |
| 1981 | شعب إب                      |
| 1982 | أهلي صنعاء                  |
| 1983 | أهلي صنعاء                  |
| 1984 | أهلي صنعاء                  |

## روابط خارجية
- نتائج كأس رئيس الجمهورية لليمن الشمالي